# هاري جوردن
هاري جوردن (بالإنجليزية: Harry Jordan)‏ هو لاعب كرة قاعدة أمريكي، ولد في 14 فبراير 1873 في تيتوسفيل في الولايات المتحدة، وتوفي في 1 مارس 1920 في بيتسبرغ في الولايات المتحدة.

## وصلات خارجية
- هاري جوردن على موقعبيزبول رفرنس.كوم (الدوري الرئيسي) (الإنجليزية)